# Grand Prix Turcji Formuły 1
Grand Prix Turcji – eliminacja Mistrzostw Świata Formuły 1 organizowana na torze Istanbul Park nieopodal Stambułu w sezonach 2005–2011 oraz 2020–2021.

## Historia
Pierwszy wyścig o Grand Prix Turcji odbył się 21 sierpnia 2005 roku, a jego zwycięzcą został Kimi Räikkönen z McLarena. Charakterystyka toru sprawiła, że wielu kierowców wpadało w poślizg i wypadało z trasy – głównie na zakręcie 8. Na tym właśnie zakręcie Juan Pablo Montoya wyjeżdżając szeroko na pobocze oddał drugą pozycję w ręce Fernando Alonso na dwa okrążenia przed końcem wyścigu. Kolumbijczyk tłumaczył się uszkodzeniem samochodu spowodowanym kontaktem z samochodem Tiago Monteiro podczas manewru dublowania. To wydarzenie było jednym z tych, które zaważyły na losie tytułów mistrzowskich.
Rok później swoje pierwsze zwycięstwo w Formule 1 świętował tu Felipe Massa w samochodzie Ferrari. Wyścig został jednak bardziej zapamiętany z powodu afery jaka wybuchła po ceremonii wręczenia nagród. Nagroda dla zwycięzcy została przekazana przez Mehmeta Ali Talata, który widzom został przedstawiony jako prezydent Tureckiej Republiki Cypru Północnego, który jest uznawany jedynie przez Turcję. Międzynarodowa Federacja Samochodowa (FIA), która zachowuje polityczną neutralność, rozpoczęła dochodzenie. Przedstawiciele federacji nie mieli możliwości przeciwstawienia się decyzji organizatorów, ponieważ decyzja została maksymalnie opóźniona. Organizatorom groziła utrata praw do organizacji wyścigu, a także rajdu w ramach Rajdowych Mistrzostw Świata. Ostatecznie zostali oni ukarani grzywną w wysokości 5 mln dolarów.
11 maja 2008 w trakcie wyścigu Serii GP2 na tor dostały się dwa psy. Jeden z nich został zabity przez bolid, którym kierował Bruno Senna. W samochodzie Brazylijczyka poważnie uszkodzone zostało prawe przednie zawieszenie, Bruno Senna musiał zakończyć wyścig przed czasem.

## Tor
Decyzję o zbudowaniu toru, na którym miało odbyć się Grand Prix Turcji podjęto w 2002 roku. Z trzech branych pod uwagę lokalizacji wybrano okolice największego tureckiego miasta, Stambułu. Tor został zaprojektowany przez Hermanna Tilke, który projektował już tory Formuły 1 (Sepang, Bahrain, Shanghai czy zmodernizowany tor Hungaroring). Tor charakteryzuje się przeciwnym do ruchu wskazówek zegara kierunkiem jazdy.

## Zwycięzcy Grand Prix Turcji
| Sezon       |               | Kierowca         |               | Samochód                       |               | Silnik        | Tor/Lokalizacja         |               |
| ----------- | ------------- | ---------------- | ------------- | ------------------------------ | ------------- | ------------- | ----------------------- | ------------- |
| 2005        | FIN           | Kimi Räikkönen   | GBR           | McLaren MP4-20                 | DEU           | Mercedes      | Istanbul Park           | Wyniki        |
| 2006        | BRA           | Felipe Massa     | ITA           | Ferrari 248F1                  | ITA           | Ferrari       | Istanbul Park           | Wyniki        |
| 2007        | BRA           | Felipe Massa     | ITA           | Ferrari F2007                  | ITA           | Ferrari       | Istanbul Park           | Wyniki        |
| 2008        | BRA           | Felipe Massa     | ITA           | Ferrari F2008                  | ITA           | Ferrari       | Istanbul Park           | Wyniki        |
| 2009        | GBR           | Jenson Button    | GBR           | Brawn BGP001                   | DEU           | Mercedes      | Istanbul Park           | Wyniki        |
| 2010        | GBR           | Lewis Hamilton   | GBR           | McLaren MP4-25                 | DEU           | Mercedes      | Istanbul Park           | Wyniki        |
| 2011        | DEU           | Sebastian Vettel | AUT           | Red Bull RB7                   | FRA           | Renault       | Istanbul Park           | Wyniki        |
| 2012 – 2019 | nie rozegrano | nie rozegrano    | nie rozegrano | nie rozegrano                  | nie rozegrano | nie rozegrano | nie rozegrano           | nie rozegrano |
| 2020        | GBR           | Lewis Hamilton   | DEU           | Mercedes F1 W11 EQ Performance | DEU           | Mercedes      | Intercity İstanbul Park | Wyniki        |
| 2021        | FIN           | Valtteri Bottas  | DEU           | Mercedes F1 W12 EQ Performance | DEU           | Mercedes      | Intercity İstanbul Park | Wyniki        |

Kierowcy
- 3 – Felipe Massa
- 2 – Lewis Hamilton
- 1 – Jenson Button, Kimi Räikkönen, Sebastian Vettel, Valtteri Bottas

Producenci samochodów
- 3 – Ferrari
- 2 – McLaren, Mercedes
- 1 – Brawn, Red Bull Racing

Producenci silników
- 5 – Mercedes
- 3 – Ferrari
- 1 – Renault